# Янг, Симона

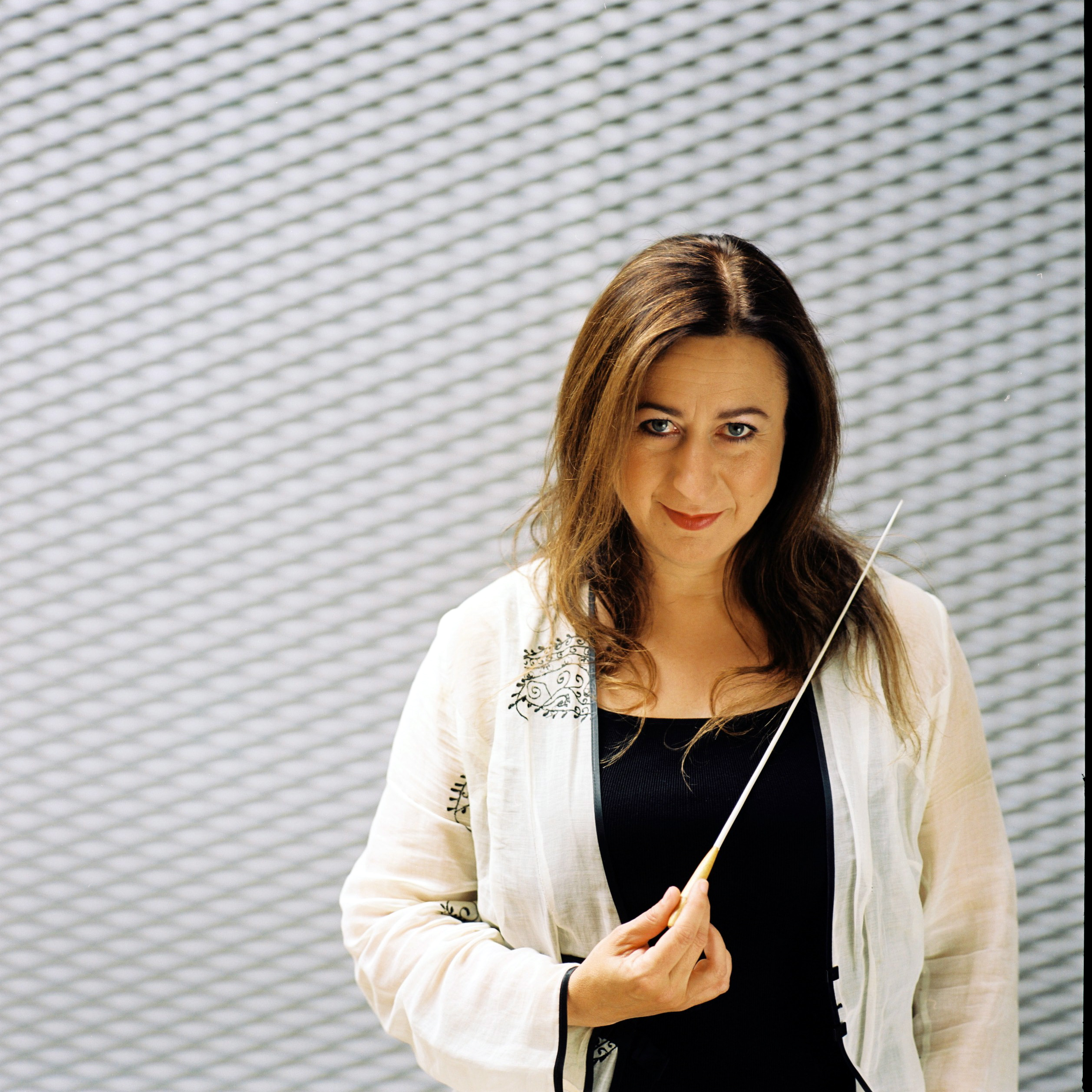
Симона Янг в Гамбурге, 2007

Симона Янг (англ.  Simone Margaret Young; род. 2 марта 1961, Сидней) — австралийский дирижёр.

## Биография
Отец — ирландец, мать — из Хорватии. Училась в католической школе для девочек, закончила Сиднейскую консерваторию, где изучала композицию, фортепиано и дирижёрское искусство. В 1983 году начала работать в Австралийской опере как репетитор, в 1985 году выступила в Сиднейском оперном театре как дирижёр. Ассистировала Чарльзу Маккеррасу в Сиднее, Даниэлю Баренбойму в Берлине и Байройте, Джеймсу Конлону в Кёльне. Как самостоятельный дирижёр выступала в Баварской государственной опере, лондонском Ковент-Гардене, Опере Бастилия в Париже, Метрополитен-опере в Нью-Йорке.
Стала первой женщиной — главным дирижёром Венской оперы (1993). В 1998—2002 годах была главным дирижёром Бергенского филармонического оркестра, в 2001—2003 годах — Австралийской оперы в Сиднее. В 2003 году заняла пост главного дирижёра Гамбургской государственной оперы и Гамбургского филармонического оркестра (первая женщина на этом посту). В качестве приглашенного дирижёра работала с такими оркестрами, как Берлинский филармонический оркестр, Венский филармонический оркестр, Оркестр Гульбенкяна, Нью-Йоркский филармонический оркестр, Саксонская государственная капелла

## Репертуар
Дирижировала операми Доницетти, Беллини, Верди, Пуччини, Галеви, Рихарда Штрауса, Бриттена, Пфицнера, Пуленка, Хиндемита, Хенце, Бретта Дина, Оскара Страсного, сочинениями Моцарта, Шумана (симфония № 4), Малера (Волшебный рог мальчика), Копленда (концерт для кларнета и оркестра), Бернстайна (Увертюра к Кандиду), Жерара Гризе, Авнера Дормана. Исполнила и записала все симфонии Брукнера, записывает вагнеровское Кольцо Нибелунга.

## Педагогическая деятельность
С 2006 — профессор музыки и театра в Гамбургском университете.

## Признание
«Молодой австралиец года» (1986). Почётный доктор университетов Сиднея и Мельбурна. Награждена Орденом Австралии (2004), медалью Гёте (2005). Влиятельный журнал Opera World назвал её дирижёром 2006 года. Лауреат премии Брамса (Шлезвиг-Гольштейн, 2008). Кавалер французского Ордена искусств и литературы.